# Štěpán Novotný
Štěpán Novotný (* 21. září 1990) je bývalý český hokejista. Hrál na postu útočníka. Nastupoval v české Extralize, přes 200 útkání odehrál na Slovensku. Hráčskou kariéru ukončil po čtvrtém prodělaném otřesu mozku v roce 2020.

## Hráčská kariéra
- 2012/2013 Bílí Tygři Liberec, HC Košice
- 2013/2014 HC Škoda Plzeň, HC Kometa Brno
- 2014/2015 MsHK Žilina, HK Nitra
- 2015/2016 Graz 99ers	EBEL, MsHK Žilina
- 2016/2017 MsHK Žilina, HC Mikron Nové Zámky
- 2017/2018 HC Mikron Nové Zámky
- 2018/2019 HC Frýdek-Místek (střídavé starty), 2018/2019 HC Oceláři Třinec ELH
- 2019/2020 HC Oceláři Třinec ELH